# 金良场站
金良場站（：／ Gimnyangjang yeok */?）是龍仁輕軌沿線的一座高架車站，位於韓國京畿道龍仁市處仁區金良場洞。

## 車站結構
站體為2面2線側式月台的高架車站，候車月台設有月台幕門。

### 月台配置
| 明知大學 ↑     |
| \| 上          |
| ↓ 龍仁中央市場 |

| 月台 | 路線        | 目的地                   |
| ---- | ----------- | ------------------------ |
| 上行 | ●龙仁轻电铁 | 明知大學、東栢、器興方向 |
| 下行 | ●龙仁轻电铁 | 前垈·愛寶樂園方向        |

## 歷史
- 2013年4月26日：落成啟用。

## 車站周邊
- 龍仁中學
- 龍仁高校
- 處仁區廳
- 龍仁車站舊址

## 圖片

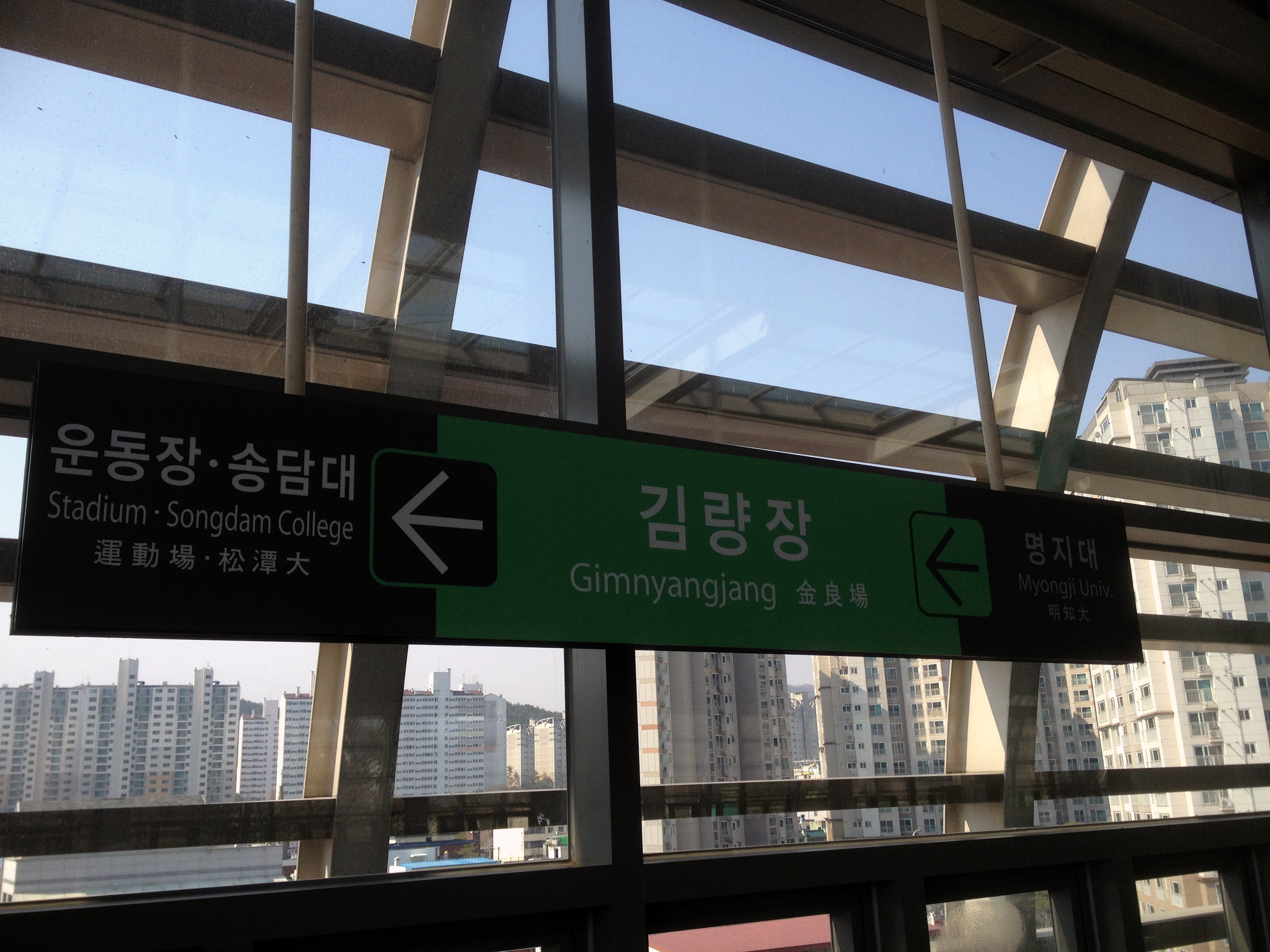
站名牌
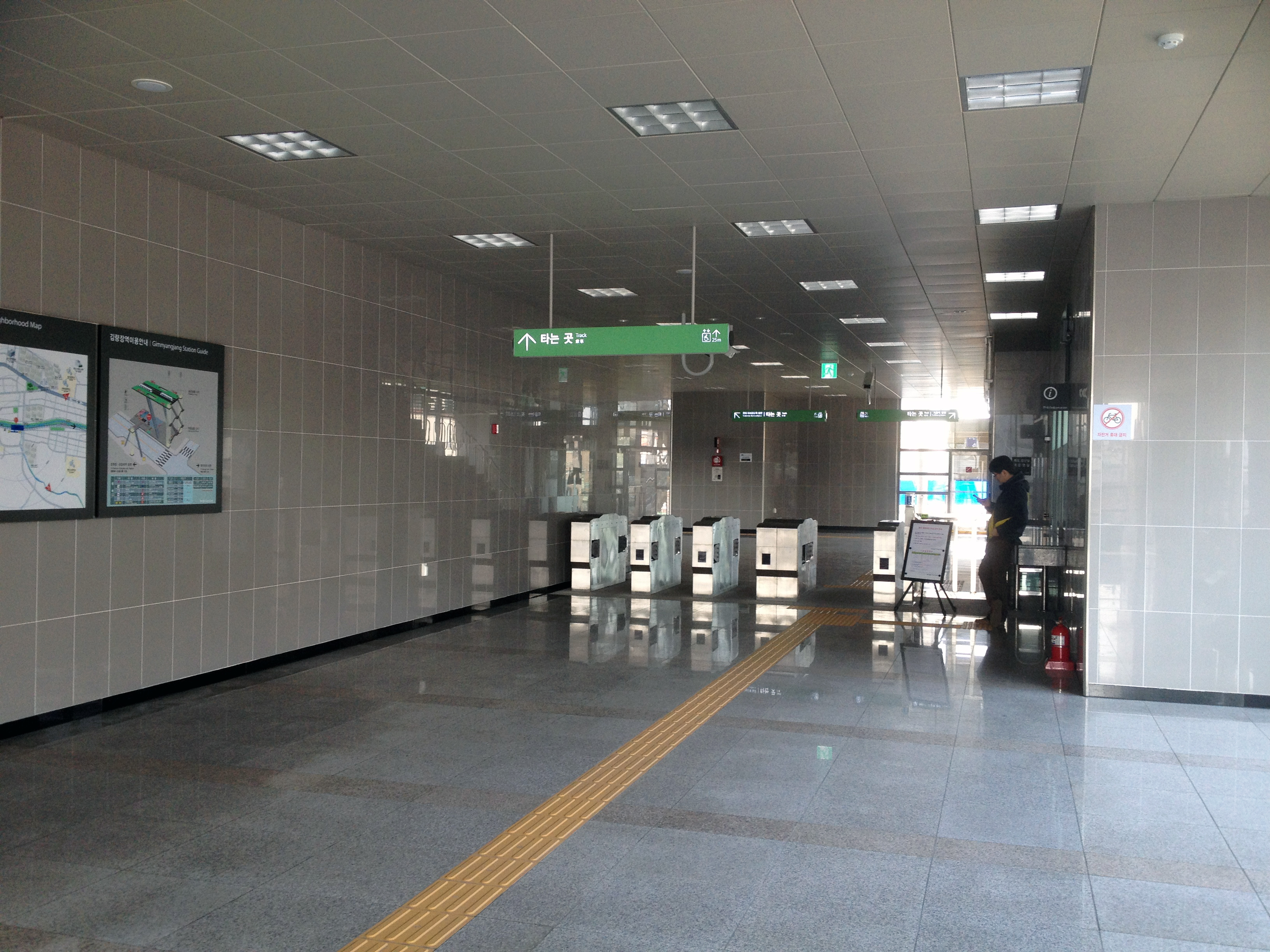
剪票閘口
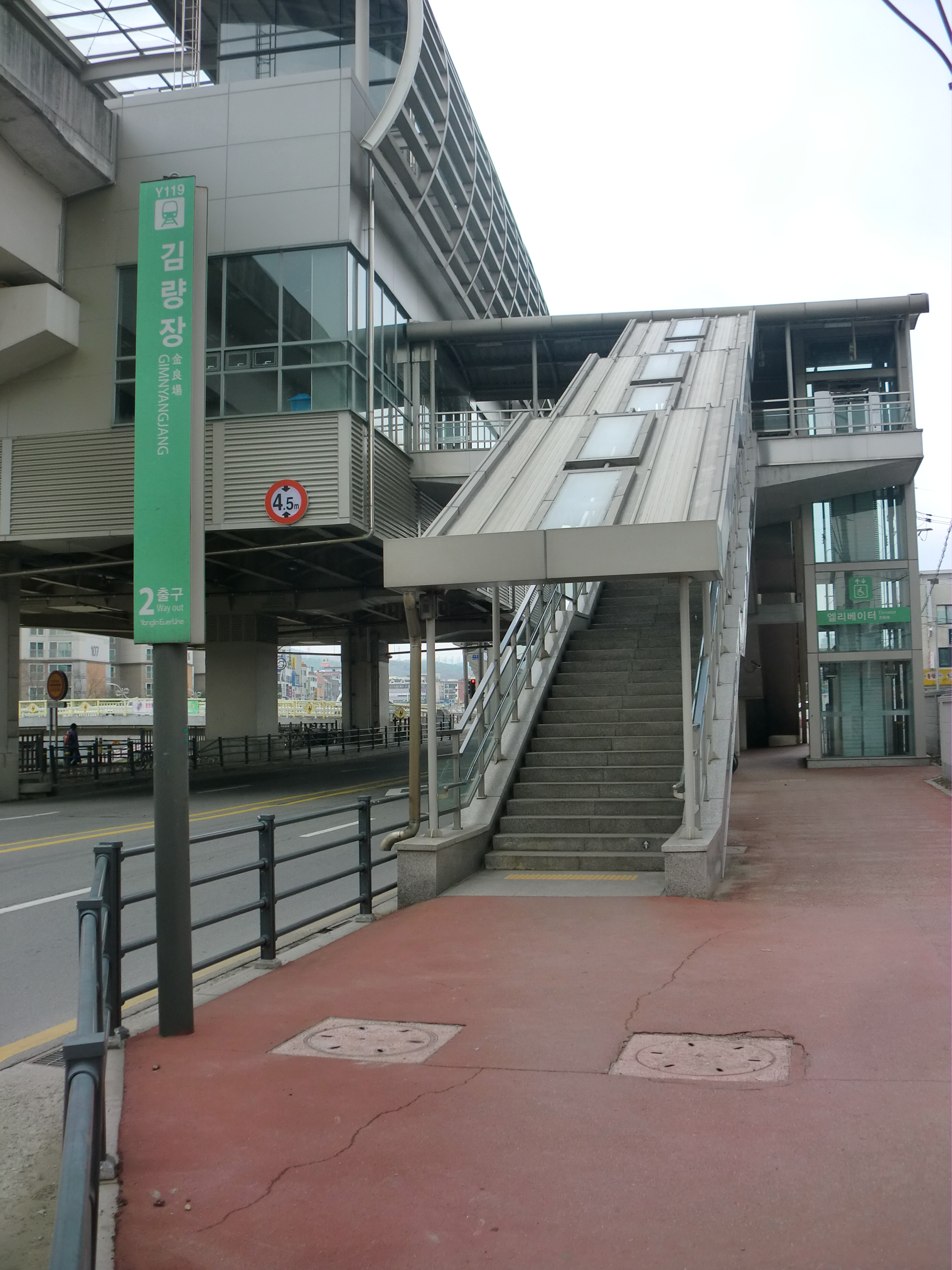
2號出口
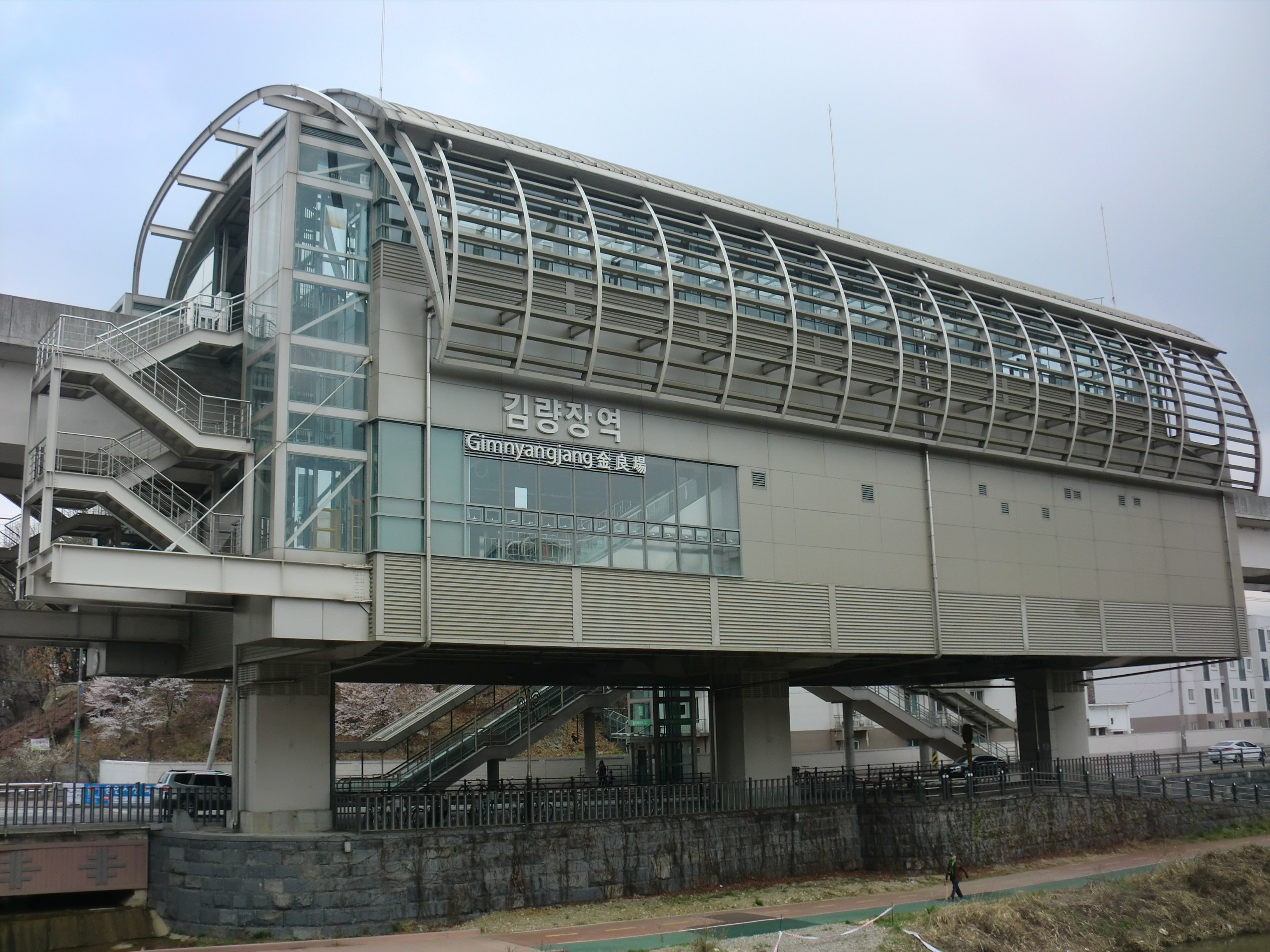
車站建築

## 相鄰車站
龍仁輕量電鐵
●龙仁轻电铁
明知大學（Y118）－金良場（Y119）－龍仁中央市場（Y120）